# Cynaeda allardalis
Cynaeda allardalis là một loài bướm đêm trong họ Crambidae.